# Соухаузкая
Соухаузкая, также Суукаузка́я (карач.-балк. Суукъ-Аууз-Къая — «Скала над холодным ущельем» или карач.-балк. Бай-киши-тогъай — местное название горы) — гора в Кабардино-Балкарии, в пределах Скалистого хребта.

## Этимология
Название вершины Суукаузкая имеет тюркское происхождение и образовано путём сложения слов: карач.-балк. суукъ — «холодный», аууз — «рот; щель; ущелье» и къая — «скала; скальная вершина».

## Описание
Также в массиве Соухаузкая, восточнее от него возвышаются Малая Кала, Кала, Ликоран, и не большой пик Таппак, на западе расположен массив Иткаябаши (3197 м). Все вышеперечисленные вершины образуют массив Скалистого хребта в междуречье двух Череков. Северные склоны массива относительно пологие, следовательно и маршруты на вершины с севера имеют невысокую трудность. С юга же массив обрывается практически отвесными стенами, никаких известных маршрутов на этих скалах не имеется. Перепад высоты южных стен достигает шестисот метров.